# آنتون التکریتی
آنتون التکریتی (سریانی: ܐܢܛܘܢܝܘܣ ܕܬܓܪܝܬ؛ عربی: أنطون التكريتي؛ درگذشته: ۸۴۰) معروف به آنتون سخنور (خوش بیان) (با نگارش السریانیه: ܣܘܪܝܝܐ) سخنور برجسته و یک روحانی کیش مسیحیت (پیرو کلیسای غرب سریانی) بود که در قرن ۹ میلادی در شهر تکریت به دنیا آمد و در همین قرن ترقی کرد و شناخته شد و در سال ۸۴۰ میلادی درگذشت.

## آثار
بسیاری از آثار وی از بین رفته و باقی نمانده‌است بجز کتاب وی در دانش سخنوری (با نگارش السریانیه: ܣܘܪܝܝܐ) که به زبان‌های مختلف نیز ترجمه شده‌است. نقش آنتون در سریانی و زبان سریانی با نقش الفراهیدی در عربی و زبان عربی، به‌علت اینکه وی در زمان خودش اقدام به تنظیم وزنهای شعر السریانی نمود برابری می‌کند.